# 瓦格拉姆亲王

第一代瓦格拉姆亲王的纹章

瓦格拉姆亲王 （法語：Prince de Wagram; 發音：[pʁɛ̃s də vaɡ.ʁam]）是拿破仑一世于1809年瓦格拉姆战役胜利后授予帝国元帅路易-亚历山大·贝尔蒂埃的法兰西帝国贵族荣誉头衔。贝尔蒂埃之前在1806年已受封为纳沙泰尔的主权亲王（区别于一般的荣誉亲王，其为拥有封地的实权贵族）。
贝尔蒂埃于1815年逝世后，该头衔的继承人便居住在巴黎以东，马恩河谷省布瓦西圣莱热的世袭庄园“格罗斯布瓦城堡”内。随着第四代瓦格拉姆亲王在第一次世界大战中阵亡，该头衔于1918年被撤销。

## 头衔持有者
| 肖像 | 姓名                                         | 出生日期      | 死亡日期              | 继承                   |
| ---- | -------------------------------------------- | ------------- | --------------------- | ---------------------- |
|      | 路易-亚历山大·贝尔蒂埃，第一代瓦格拉姆亲王   | 1753年2月20日 | 1815年6月1日（62歲）  | 1809年12月31日头衔初创 |
|      | 拿破仑·亚历山大·贝尔蒂埃，第二代瓦格拉姆亲王 | 1810年9月10日 | 1887年2月10日（76歲） | 第一代瓦格拉姆亲王之子 |
|      | 路易·菲利普·贝尔蒂埃，第三代瓦格拉姆亲王     | 1836年3月24日 | 1911年7月15日（75歲） | 第二代瓦格拉姆亲王之子 |
|      | 亚历山大·路易·贝尔蒂埃，第四代瓦格拉姆亲王   | 1883年7月20日 | 1918年5月30日（34歲） | 第三代瓦格拉姆亲王之子 |

## 墓地
第一代瓦格拉姆亲王被葬在泰根塞修道院的维特尔斯巴赫家族墓穴中，而第二、第三及第四代瓦格拉姆亲王均埋葬于格罗斯布瓦城堡。